# Oulaya
Oulaya (tiếng Ả Rập: علية  4 tháng 11 năm 1936 – 19 tháng 3 năm 1990), Sinh ra "Beya Bent Béchir Ben Hédi Rahal", là một ca sĩ và diễn viên người Tunisia.